# وراتسا (روستا)
وراتسا (به بلغاری: Vratsa) یک منطقهٔ مسکونی در بلغارستان است که در شهرستان کیوستندیل واقع شده‌است.